# Varkey Vithayathil
Varkey Vithayathil (en malabar: വർക്കി വിതയത്തിൽ; Pavarur, 29 de mayo de 1927-Ernakulam, 1 de abril de 2011), fue un religioso redentorista y cardenal católico indio, arzobispo mayor de Ernakulam-Angamaly de la Iglesia católica siro-malabar entre 1999 y 2011.

## Biografía
Recibió la educación primaria en North Paravur y Thiruvananthapuram, y la educación superior en el colegio universitario de Thiruvananthapuram y el de San José en Trichy. 
Fue ordenado sacerdote para los Redentoristas el 12 de junio de 1954 y obtuvo un doctorado en derecho canónico por la Pontificia Universidad de Santo Tomás de Aquino (Angelicum), de Roma. A su regreso a la India también se graduó en Filosofía por la Universidad de Karnataka.
Durante 25 años enseñó derecho canónico en el seminario mayor de los Redentoristas en Bangalore. También fue provincial de la India y Sri Lanka (1978-84), presidente de la Conferencia de Religiosos de la India (1984-85) y administrador apostólico del Monasterio Benedictino de Asirvanam en Bangalore (1990-96).
El 11 de noviembre de 1996 fue nombrado arzobispo titular de Acrida (desde el 19 de abril de 1997) y administrador apostólico de la sede vacante de Ernakulam-Angamaly para los siro-malabares, recibiendo la ordenación episcopal del santo padre Juan Pablo II el 6 de enero de 1997.
El 18 de diciembre de 1999 fue nombrado arzobispo mayor de Ernakulam-Angamaly para los siro-malabares.
Fue creado y proclamado cardenal por S. Juan Pablo II en el consistorio del 21 de febrero de 2001, del Título de S. Bernardo alle Terme (San Bernardo en las Termas).
En el 2006 recibió el Premio Cardenal von Galen, que otorga la sociedad Human Life International, por su defensa de la vida y la familia.
Fue presidente de la Conferencia Episcopal de la India (CBCI), desde febrero de 2008 hasta febrero de 2010.
También fue presidente del Sínodo de la Iglesia siro-malabar.
Participó en el cónclave de abril de 2005, que eligió al papa Benedicto XVI.
El cardenal Varkey Vithayathil murió el 1 de abril de 2011. Está enterrado en la Basílica-Catedral de Santa María en Ernakulam.

## Obras
- Vithayathil, Varkey J. (1980). The Origin and Progress of the Syro-Malabar Hierarchy (en inglés). India: Oriental Institute of Religious Studies.